# Медовий місяць у Лас-Вегасі
«Медовий місяць у Лас-Вегасі» (англ. Honeymoon in Vegas) — американський романтично-комедійний фільм 1992 року, написаний і знятий Ендрю Бергманом. У головних ролях Джеймс Каан, Ніколас Кейдж та Сара Джессіка Паркер.

## Сюжет
Приватний детектив Джек Сінгер на смертному одрі матері поклявся їй, що ніколи не одружиться. Його дівчина Бетсі хоче вийти заміж і створити сім'ю, і він пропонує швидкий шлюб у Лас-Вегасі. Вони заселяються в готель-казино Bally's Casino Resort.
Однак перед весіллям багатий професійний гравець Томмі Корман помічає разючу схожість Бетсі з його коханою покійною дружиною Донною. Він влаштовує нечесну гру в покер, яка змушує Джека позичити 65 000 доларів після того, як йому випадає стріт-флеш, але він програє гравцеві з стріт-флешем вищого рангу; Томмі пропонує стерти борг в обмін на те, що проведе вихідні з Бетсі.
Після того, як Томмі запевняє, що буде справжнім джентльменом, відчайдушна пара погоджується. Джек дізнається, що Томмі відвіз Бетсі до свого будинку на Кауаї. Азартний гравець просить свого друга-таксиста, Махі Махі, тримати Джека якомога далі від нього і Бетсі. Джек дізнається про це і викрадає таксі. Він бачить Бетсі біля клубу «Кауаї», де на нього нападає Томмі і заарештовує. Друг Джека, дантист Саллі Моларс, вносить за нього заставу, щоб Джек вийшов з в'язниці. Махі Махі зустрічає Джека на вулиці і зізнається, що Томмі поїхав до Лас-Вегаса з Бетсі і переконав її вийти за нього заміж. Махі мчить Джека до аеропорту. Бетсі вирішує, що не може піти на весілля, і тікає від Томмі.
Тим часом, змінивши багато літаків і застрягши в Сан-Хосе, Джек відчайдушно намагається знайти рейс до Лас-Вегаса. Він приєднується до групи, яка збирається вилетіти до Лас-Вегаса, але під час польоту з'ясовує, що вони є відділенням «Літаючих Елвісів» з Юти — команди парашутистів, які імітують Елвіса Преслі. Джек розуміє, що йому доведеться стрибнути з парашутом з висоти 3 000 футів, щоб дістатися до Бетсі. Джек долає свій страх. Він приземляється і знаходить Бетсі, руйнуючи плани Томмі.
Джек і Бетсі одружуються в маленькій каплиці Лас-Вегаса, де як гості присутні «Літаючі Елвіси». Джек одягнений у білий комбінезон, а Бетсі — у вкрадене вбрання стриптизерки.

## Акторський склад
| Актор                | Роль                        |
| -------------------- | --------------------------- |
| Джеймс Каан          | Томмі Корман                |
| Ніколас Кейдж        | Джек Сінгер                 |
| Сара Джессіка Паркер | Бетсі Сінгер / Донна Корман |
| Пет Моріта           | Махі Махі                   |
| Джон Кеподіс         | Саллі Моларс                |
| Роберт Костанцо      | Сідні Томашефскі            |

| Актор          | Роль           |
| -------------- | -------------- |
| Енн Бенкрофт   | Беа Сінгер     |
| Пітер Бойл     | Орман          |
| Бертон Ґілліам | Рой Бейкон     |
| Сеймур Кассель | Тоні Катаракта |
| Тоні Шалуб     | Бадді Вокер    |
| Бруно Марс     | Little Elvis   |

## Виробництво
Режисер і сценарист Ендрю Бергман казав про фільм: "Він не був заснований ні на чому. Я хотів зробити історію про хлопця і дівчину, і в моїй збоченій манері вийшло ось так". Бюджет фільму склав 25 мільйонів доларів.
Зйомки розпочалися в серпні 1991 року, і вже у вересні проходили в Лас-Вегасі. Для зйомок також використовувалася весільна каплиця Лас-Вегаса Chapel of the Bells. Інші місця зйомок включали Нью-Йорк та студію Culver Studios у Каліфорнії.
Зйомки на Кауаї завершилися в листопаді 1991 року. Серед місць зйомок був ресторан Inn on the Cliffs, розташований в готелі Westin Kauai. Зйомки також проходили в Національному тропічному ботанічному саду Кауаї. Будинок на пляжі Аніні використовувався як гавайська резиденція Томмі Кормана. Спочатку фільм мав рейтинг R за нецензурну лайку, але був відредагований, щоб отримати PG-13.

## Випуск
Прем'єра фільму відбулася 25 серпня 1992 року в Китайському театрі TCL в Голлівуді. У кінотеатральний прокат фільм вийшов 28 серпня 1992 року. У США та Канаді «Медовий місяць у Лас-Вегасі» акумулював у прокаті $35,2 млн.

## Відгуки
На сайті-агрегаторі рецензій Rotten Tomatoes фільм має 65% свіжості на основі 37 відгуків критиків з середньою оцінкою 6,1/10. На сайті Metacritic фільм має 63/100 від критиків на основі 25 рецензій та 6.3/10 від глядачів на основі 6 відгуків.

## Нагороди і номінації
На 50-й церемонії вручення премії «Золотий глобус» фільм був номінований як  найкращий фільм — комедія або мюзикл, а Ніколас Кейдж був номінований як найкращий актор у фільмі-мюзиклі або комедії.

## Саундтрек
Саундтрек складається переважно з кавер-версій пісень Елвіса Преслі у виконанні кантрі- та поп-рок-виконавців. Музику до фільму написав Девід Ньюман.

### Список треків
1. "All Shook Up" – Billy Joel
2. "Wear My Ring Around Your Neck" – Ricky Van Shelton
3. "Love Me Tender" – Емі Грант
4. "Burning Love" – Travis Tritt
5. "Heartbreak Hotel" – Billy Joel
6. "Are You Lonesome Tonight?" – Браян Феррі
7. "Suspicious Minds" – Dwight Yoakam
8. "(You're the) Devil in Disguise" – Тріша Єрвуд
9. "Hound Dog" – Джефф Бек and Jed Leiber
10. "That's All Right" – Vince Gill
11. "Jailhouse Rock" – Джон Мелленкемп
12. "Blue Hawaii" – Віллі Нельсон
13. "Can't Help Falling in Love" – Bono